# کیش‌باراپاتی
کیش‌باراپاتی (به مجاری:  Kisbárapáti) یک منطقهٔ مسکونی در مجارستان است که در ناحیه تاب واقع شده‌است. کیش‌باراپاتی ۲۸٫۷۱ کیلومتر مربع مساحت و ۳۴۸ نفر جمعیت دارد.